# Doktor Octopus

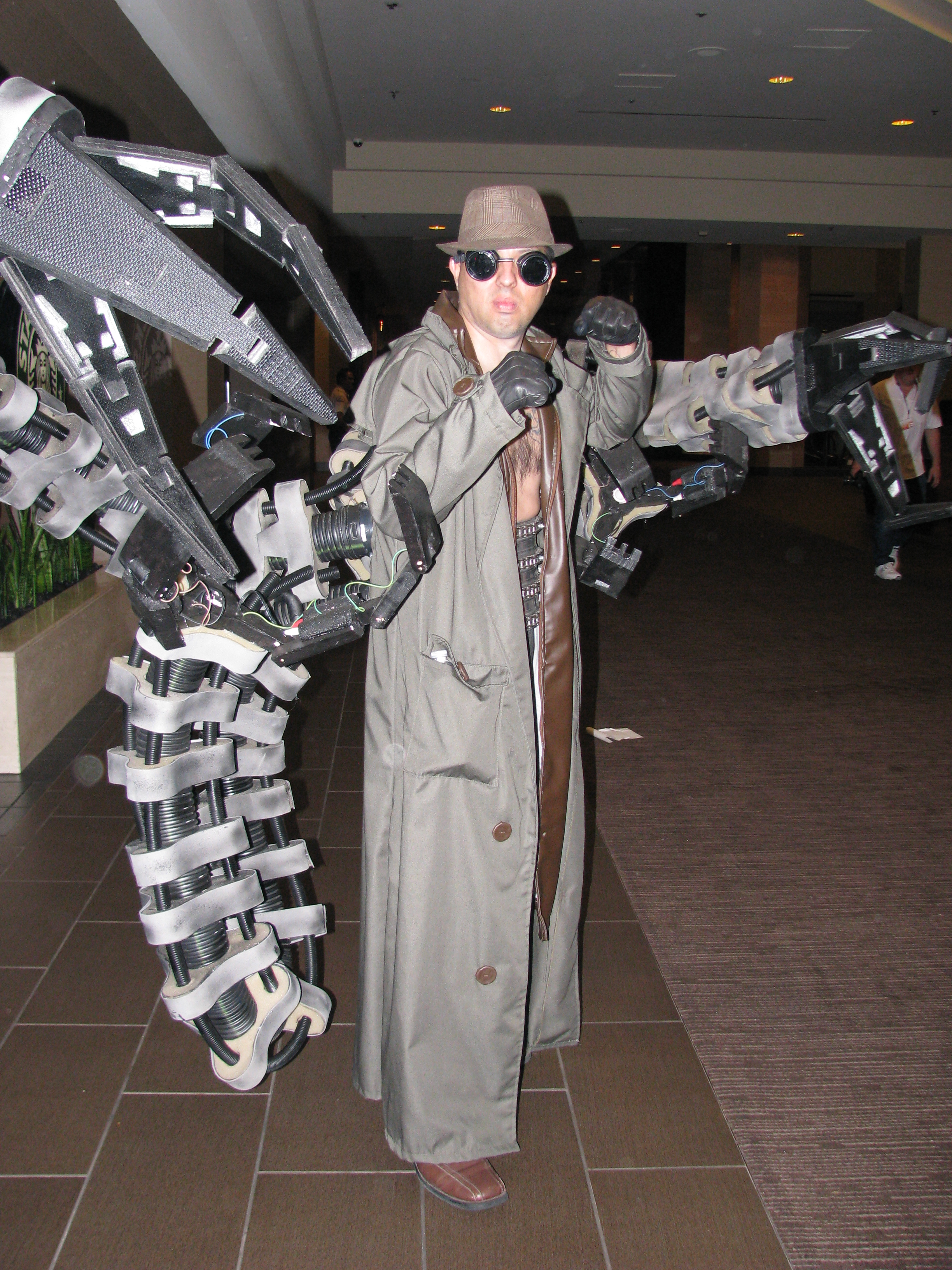
Cosplay postaci, nawiązujący do Spider-Man 2.

Doktor Octopus (inaczej Doc Ock) – fikcyjna postać z komiksów Marvela, jeden z najgroźniejszych przeciwników Spider-Mana.
W rzeczywistości dr Otto Octavius jest naukowcem, specjalistą w dziedzinie atomistyki oraz fizyki kwantowej. W wyniku nieudanego eksperymentu do ciała doktora Octaviusa zostają trwale przyczepione cztery mechaniczne ramiona, których używał podczas przeprowadzania eksperymentu. Od tej pory znany jako dr Octopus, szalony naukowiec, który za wszelką cenę dąży do przeprowadzenia swoich niebezpiecznych eksperymentów oraz zniszczenia Spider-Mana, którego jest wielkim wrogiem. Pierwszy raz pojawił się w The Amazing Spider-Man #3
Octopus pojawił się w sequelu filmu Spider-Man - Spider-Man 2. Postać tę zagrał Alfred Molina.
W 2013 roku zagościł także w The Superior Spider-Man i został tam głównym bohaterem. Doszło do tego w ten sposób, że umierający Octopus po ostatniej walce ze Spider-Manem (na Pajęczej Wyspie) posiadł fale mózgowe Parkera. Dzięki temu mógł zamienić swój mózg z mózgiem Petera, stając się Spider-Manem. Próba użycia technologii Octopusa przez Parkera doprowadziła do śmierci protagonisty w ciele wroga. Po śmierci już jako duch „pilnował” Octopusa, gdyż część jego została w ciele do momentu, aż Otto usunął pamięć wcześniejszego właściciela ciała.